# سایروس وست فیلد
سایرس وست فیلد (به انگلیسی: Cyrus West Field) ‏(۳۰ نوامبر ۱۸۱۹ — ۱۲ ژوئیه ۱۸۹۲) کارآفرین ثروتمند آمریکایی بود. او در ۱۸۵۸ میلادی توانست همراه با دیگر کارآفرینان و با جلب حمایت‌های مالی دولتی و فنی نخستین کابل تلگراف را با موفقیت از اقیانوس اطلس شمالی میان جزیرهٔ نیوفاندلند و جزیره ایرلند گذر دهد. با وجود آنکه این کابل پس از سه هفته قطع شد، تلاش‌های فیلد سرانجام در سال ۱۸۶۶ منجر به گذر یک کابل دائمی تلگراف از اقیانوس اطلس گردید.

## زندگی‌نامه
فیلد در ۳۰ نوامبر ۱۸۱۹ در استوکبریج، ماساچوست در خانواده‌ای پرجمعیت به‌دنیا آمد. مادرش سابمیت دیکینسون فیلد و پدرش دیوید دادلی فیلد، ۹ فرزند داشتند. سایرس برخلاف برادرهایش به دانشگاه نرفت هرچند که استعداد ریاضی در او وجود داشت. فیلد در ۱۸۳۵، زمانی که ۱۵ سال داشت، به نیویورک رفت و در آنجا مشغول به کار شد. سه سال بعد به ماساچوست رفت تا در کارخانهٔ کاغذسازی برادرش متیو کار کند. او در آنجا با فنون کار آشنا شد. در ۲۱ سالگی پیشنهاد کاری را از یک کارخانهٔ عمده‌فروشی کاغذ در نیویورک دریافت کرد و به نیویورک رفت. در ۲ دسامبر ۱۸۴۰ با دوست دوران کودکیش، مری برایان استون ازدواج کرد. اندکی بعد شرکتی که او در آن کار می‌کرد ورشکسته شد و فیلد کارخانهٔ خودش را به نام «سایرس دابلیو فیلد و شرکا» تأسیس کرد.
فیلد در ۱۸۵۳ میلادی، زمانی که ۳۴ سال سن و ثروت زیادی داشت، بازنشسته شد. او خانهٔ بزرگی نیز در نیویورک تهیه کرد. یک سال بعد همراه با دوست نقاشش فردریک ادوین چرچ به آمریکای جنوبی سفر کرد. آن‌ها به ماجراجویی‌های بسیاری دست زدند و از کوه‌های آند با قاطر گذر کردند. پس از بازگشتشان به نیویورک، چرچ دو نقاشی از مناظر آند را به فیلد هدیه داد که امروزه از نقاشی‌های مهم او دانسته می‌شوند.
فیلد اندکی بعد به امکان گذراندن یک کابل تلگراف از اقیانوس اطلس شمالی علاقه‌مند شد. در آن زمان در حدود یک ماه طول می‌کشید تا خبرها با کشتی از اروپا به آمریکا برسند. فیلد عده‌ای از سرمایه‌گذاران و صاحبان فن را برای رسیدن به این هدف گرد هم آورد که در میان آن‌ها ساموئل مورس و ویلیام تامسون (لرد کلوین) نیز حضور داشتند.
نخستین تلاش فیلد و همکارانش در سال ۱۸۵۷ ناموفق بود چرا که کابل از دو جا پاره شد. آن‌ها در تلاشی دیگر در سال ۱۸۵۸ با استفاده از کشتی بریتانیایی اچ‌ام‌اس آگاممنون و کشتی آمریکایی یواس‌اس نیاگارا توانستند کابل را با موفقیت از زیر اقیانوس عبور دهند. نخستین تلگراف در ۵ اوت ۱۸۵۸ از طریق کابل زیر اقیانوس فرستاده شد. در ۱۶ اوت ۱۸۵۸ ملکه ویکتوریا و جیمز بیوکنن به یکدیگر پیغام‌های تبریکی فرستادند. البته عمر کابل تلگراف کوتاه بود و پس از سه هفته قطع شد.
در سال ۱۸۶۶ سرانجام تلاش فیلد برای عبور دادن کابلی از زیر اقیانوس اطلس به موفقیت انجامید. اس‌اس گریت ایسترن بزرگ‌ترین کشتی بخار آن زمان بود که حدود ۲۰۰۰ مایل کابل را از جزیرهٔ والنتیای ایرلند تا جزیرهٔ نیوفاندلند کانادا حمل کرد.